# 延伸因子
延長因子（Elongation factor）為一連串蛋白，用於細胞內的蛋白合成。在核糖體中，他們促進轉譯蛋白的延長，從第一個多肽鍵的產生至最後一個。
延長為轉譯最快的步驟：
- 在原核生物中，約每秒可產生15~20個胺基酸(約每秒60個核甘酸)。
- 在真核生物中，約每秒2個胺基酸。

延長因子在過程中扮演重要角色，為確保在這種速度下，有99.99%的轉譯正確性。
延長因子也為病原體毒素的目標。白喉棒狀桿菌產生了白喉毒素，抑制了延長因子（EF-2），造成轉換了宿主內的蛋白質功能。此種現象，造成咽炎以及在喉部的偽膜性炎症。
綠膿桿菌的外毒素A也會影響EF-2